# Winfried Kretschmann
Winfried Kretschmann é um  político e professor alemão do Aliança 90/Os Verdes da Alemanha. Ele é ministro-presidente do Estado de Baden-Württemberg desde 12 de maio de 2011, e foi presidente do Bundesrat de novembro de 2012 até outubro de 2013.
Kretschmann tem sido um membro do parlamento regional de Baden-Württemberg, no distrito eleitoral de Nürtingen, desde 1980. Em 2006, foi o favorito na eleição estadual do seu partido, como foi na eleição estadual em 27 de março de 2011. Também foi presidente do grupo parlamentar do seu partido.
Após a eleição estadual de 2011, Kretschmann foi eleito em maio de 2011 pela maioria conjunta Verdes-SPD, no para suceder Stefan Mappus como ministro-presidente de Baden-Württemberg, tornando-se o primeiro membro dos Verdes como ministro-presidente de um estado alemão.